# Jonathan Rasheed
Jonathan Ayola Ursin Rasheed (Göteborg, 21 de noviembre de 1991) es un futbolista profesional que juega de arquero en el IFK Värnamo de la Allsvenskan. Nacido en Suecia, es ciudadano de Noruega y Nigeria.

## Clubes
| Club          | País    | Año           | PJ | Goles |
| ------------- | ------- | ------------- | -- | ----- |
| Qviding FIF   | Suecia  | 2010          | 0  | 0     |
| IF Sylvia     | Suecia  | 2011 - 2012   | 25 | 0     |
| Stabæk IF     | Noruega | 2013 - 2014   | 0  | 0     |
| Alta IF       | Noruega | 2014          | 1  | 0     |
| Ljungskile SK | Suecia  | 2014          | 0  | 0     |
| Follo FK      | Noruega | 2015          | 28 | 0     |
| IFK Värnamo   | Suecia  | 2016          | 30 | 0     |
| BK Häcken     | Suecia  | 2017-presente | 0  | 0     |